# Експеримент (фільм, 1970)
«Експеримент» (рос. «Эксперимент») — радянський телевізійний художній фільм 1970 року, знятий Творчим об'єднанням «Екран».

## Сюжет
Музична комедія про педагогічний експеримент, який вдався завдяки доброті і душевній щедрості його учасників.

## У ролях
- Тетяна Шмига — Лідія Миколаївна, науковий робітник
- Наталія Фатєєва — Валентина Миколаївна, перукар, сестра Лідії Миколаївни
- В'ячеслав Єзепов — Борис Миколайович, зубний технік, брат Лідії Миколаївни
- Лев Круглий — Кирило Олександрович, підполковник, начальник колонії
- Наталія Гурзо — Олена Пряхіна, старшокласниця, що перевиховується
- Ігор Воєводін — Юра, школяр, який перевиховується
- Олексій Кутузов — Валерій Шаров, студент, який перевиховується, поет-хіпі
- Віктор Сергачов — батько Юри
- Ліліан Малкіна — мати Юри
- Григорій Шпігель — батько Валерія
- Ніна Агапова — мати Валерія
- Віктор Байков — батько Олени
- Надія Самсонова — мати Олени
- Євгенія Ханаєва — вчителька Олени
- Аркадій Вовсі — професор, викладач Валерія
- Людмила Гурченко — майор міліції
- Володимир Привальцев — громадянин з собачкою
- Галина Соколова — вчителька Юри
- Андрій Петров — співробітник Лідії Миколаївни

## Знімальна група
- Режисер — Євген Радомисленський
- Сценарист — Ніна Фоміна
- Оператор — Володимир Трофімов
- Композитор — Анатолій Кремер
- Художник — Тетяна Морковкина